# Scorpiops tibetanus
Espèce
Synonymes
- Scorpiops pococki Zhu, Qi &Lourenço, 2005

Scorpiops tibetanus est une espèce de scorpions de la famille des Scorpiopidae.

## Distribution
Cette espèce est endémique du Tibet en Chine,. Elle se rencontre dans les xians de Qüxü et de Gyaca.

## Description
Le mâle holotype mesure 59 mm.
Le mâle décrit par Lv et Di en 2022 mesure 57,3 mm et la femelle 52,7 mm.

## Systématique et taxinomie
Cette espèce a été décrite par Hirst en 1911.
Scorpiops atomatus et Scorpiops pococki ont été placées en synonymie par Kovařík, Lowe, Stockmann et Šťáhlavský en 2020. Scorpiops atomatus est relevée de synonymie par Lv et Di en 2022.

## Étymologie
Son nom d'espèce lui a été donné en référence au lieu de sa découverte, le Tibet.

## Publication originale
- Hirst, 1911 : « Descriptions of new scorpions. » Annals and Magazine of Natural History, sér. 8, vol. 8, p. 462-473 (texte intégral).